# Ivan Čupić
Ivan Čupić (Metković, 27. ožujka 1986.) je hrvatski rukometaš. 
Igra na poziciji desnog krila, a trenutačno je član hrvatskog RK Prvo plinarsko društvo Zagreb. Kao član Hrvatske rukometne reprezentacije je na Europskom prvenstvu u Norveškoj 2008. i Svjetskom prvenstvu u Hrvatskoj 2009. osvojio srebrne medalje. Proglašen je 2012. godine Hrvatskim rukometašem godine.
Makedonski klub Vardar je 4. lipnja 2017. godine iznenađujuće na svome prvom nastupu na završnom turniru osvojio naslov europskog prvaka u rukometu. U poluzavršnici je pobijedio Barcelonu 26:25, a pobjedonosni pogodak postigao je Hrvat Luka Cindrić u posljednjim sekundama utakmice. U završnici protiv pariškog PSG-a, također debitanta u završnicama, Vardar je slavio 24:23, a upravo je on postigao odlučujući pogodak doslovno u posljednjoj sekundi utakmice.
Na EP 2018. u Hrvatskoj, u utakmici skupine protiv Švedske zabio je 7 pogodaka i izjadničio broj pogodaka (151) za hrvatsku reprezentaciju na europskim prvenstvima zajedno s dotadašnjim rekorderom Ivanom Balićem. Nekoliko dana kasnije, u utakmici razigravanja protiv Norveške zabio je tri zgoditka i postavio novi rekord od 154 pogotka.
Dobitnik je godišnje Nagrade grada Metkovića "Ždral" u području sporta za 2017. godinu

## Ozljeda prsta
Čupić je izgubio dio prsta u bezazlenoj situaciji kada se 24. srpnja 2008. na povratku u hotel poskliznuo, a pri padu se pokušao uhvatiti za željeznu ogradu. No, zakvačio je ogradu vjenčanim prstenom i izgubio dio prsta. Ozljeda mu nije ugrozila rukometnu karijeru, ali je zbog nje bio primoran propustiti Olimpijske igre u Pekingu 2008.

## Sastavi
| Sastav hrvatske rukometne reprezentacije na SP u Španjolskoj 2013. (3. mjesto) | Sastav hrvatske rukometne reprezentacije na SP u Španjolskoj 2013. (3. mjesto) | Sastav hrvatske rukometne reprezentacije na SP u Španjolskoj 2013. (3. mjesto) |
| --- | ------------------------------------------------------------------------------ | ------------------------------------------------------------------------------ |
| |                                                                                |                                                                                |
| 25 Mirko Alilović \| 20 Damir Bičanić \| 27 Ivan Čupić \| 5 Domagoj Duvnjak \| 10 Jakov Gojun \| 13 Zlatko Horvat \| 16 Filip Ivić \| 8 Marko Kopljar \| 6 Blaženko Lacković \| 23 Stipe Mandalinić \| 3 Marino Marić \| 28 Željko Musa \| 29 Ivan Ninčević \| 7 Luka Stepančić \| 17 Lovro Šprem \| 26 Manuel Štrlek \| Kapetan: 9 Igor Vori \| 14 Drago Vuković \| Izbornik: Slavko Goluža |                                                                                |                                                                                |

| Sastav hrvatske rukometne reprezentacije na SP u Španjolskoj 2013. (3. mjesto) | Sastav hrvatske rukometne reprezentacije na SP u Španjolskoj 2013. (3. mjesto) | Sastav hrvatske rukometne reprezentacije na SP u Španjolskoj 2013. (3. mjesto) |
| --- | ------------------------------------------------------------------------------ | ------------------------------------------------------------------------------ |
| |                                                                                |                                                                                |
| 25 Mirko Alilović \| 20 Damir Bičanić \| 27 Ivan Čupić \| 5 Domagoj Duvnjak \| 10 Jakov Gojun \| 13 Zlatko Horvat \| 16 Filip Ivić \| 8 Marko Kopljar \| 6 Blaženko Lacković \| 23 Stipe Mandalinić \| 3 Marino Marić \| 28 Željko Musa \| 29 Ivan Ninčević \| 7 Luka Stepančić \| 17 Lovro Šprem \| 26 Manuel Štrlek \| Kapetan: 9 Igor Vori \| 14 Drago Vuković \| Izbornik: Slavko Goluža |                                                                                |                                                                                |

| Sastav hrvatske rukometne reprezentacije na OI u Londonu 2012. (3. mjesto) | Sastav hrvatske rukometne reprezentacije na OI u Londonu 2012. (3. mjesto) | Sastav hrvatske rukometne reprezentacije na OI u Londonu 2012. (3. mjesto) |
| --- | -------------------------------------------------------------------------- | -------------------------------------------------------------------------- |
| |                                                                            |                                                                            |
| 25 Mirko Alilović \| 4 Ivano Balić \| 20 Damir Bičanić \| 21 Denis Buntić \| 27 Ivan Čupić \| 5 Domagoj Duvnjak \| 10 Jakov Gojun \| 13 Zlatko Horvat \| 8 Marko Kopljar \| 6 Blaženko Lacković \| 1 Venio Losert \| 29 Ivan Ninčević \| 26 Manuel Štrlek \| Kapetan: 9 Igor Vori \| 14 Drago Vuković \| Izbornik: Slavko Goluža |                                                                            |                                                                            |

| Sastav hrvatske rukometne reprezentacije na OI u Londonu 2012. (3. mjesto) | Sastav hrvatske rukometne reprezentacije na OI u Londonu 2012. (3. mjesto) | Sastav hrvatske rukometne reprezentacije na OI u Londonu 2012. (3. mjesto) |
| --- | -------------------------------------------------------------------------- | -------------------------------------------------------------------------- |
| |                                                                            |                                                                            |
| 25 Mirko Alilović \| 4 Ivano Balić \| 20 Damir Bičanić \| 21 Denis Buntić \| 27 Ivan Čupić \| 5 Domagoj Duvnjak \| 10 Jakov Gojun \| 13 Zlatko Horvat \| 8 Marko Kopljar \| 6 Blaženko Lacković \| 1 Venio Losert \| 29 Ivan Ninčević \| 26 Manuel Štrlek \| Kapetan: 9 Igor Vori \| 14 Drago Vuković \| Izbornik: Slavko Goluža |                                                                            |                                                                            |

| Sastav hrvatske rukometne reprezentacije na EP u Srbiji 2012. (3. mjesto) | Sastav hrvatske rukometne reprezentacije na EP u Srbiji 2012. (3. mjesto) | Sastav hrvatske rukometne reprezentacije na EP u Srbiji 2012. (3. mjesto) |
| --- | ------------------------------------------------------------------------- | ------------------------------------------------------------------------- |
| |                                                                           |                                                                           |
| 25 Mirko Alilović \| 4 Ivano Balić \| 17 Hrvoje Batinović \| 20 Damir Bičanić \| 21 Denis Buntić \| 27 Ivan Čupić \| 5 Domagoj Duvnjak \| 10 Jakov Gojun \| 13 Zlatko Horvat \| 8 Marko Kopljar \| 6 Blaženko Lacković \| 12 Venio Losert \| 28 Željko Musa \| 29 Ivan Ninčević \| 26 Manuel Štrlek \| Kapetan: 9 Igor Vori \| 14 Drago Vuković \| Izbornik: Slavko Goluža |                                                                           |                                                                           |

| Sastav hrvatske rukometne reprezentacije na EP u Srbiji 2012. (3. mjesto) | Sastav hrvatske rukometne reprezentacije na EP u Srbiji 2012. (3. mjesto) | Sastav hrvatske rukometne reprezentacije na EP u Srbiji 2012. (3. mjesto) |
| --- | ------------------------------------------------------------------------- | ------------------------------------------------------------------------- |
| |                                                                           |                                                                           |
| 25 Mirko Alilović \| 4 Ivano Balić \| 17 Hrvoje Batinović \| 20 Damir Bičanić \| 21 Denis Buntić \| 27 Ivan Čupić \| 5 Domagoj Duvnjak \| 10 Jakov Gojun \| 13 Zlatko Horvat \| 8 Marko Kopljar \| 6 Blaženko Lacković \| 12 Venio Losert \| 28 Željko Musa \| 29 Ivan Ninčević \| 26 Manuel Štrlek \| Kapetan: 9 Igor Vori \| 14 Drago Vuković \| Izbornik: Slavko Goluža |                                                                           |                                                                           |

| Sastav hrvatske rukometne reprezentacije na EP u Austriji 2010. (2. mjesto) | Sastav hrvatske rukometne reprezentacije na EP u Austriji 2010. (2. mjesto) | Sastav hrvatske rukometne reprezentacije na EP u Austriji 2010. (2. mjesto) |
| --- | --------------------------------------------------------------------------- | --------------------------------------------------------------------------- |
| |                                                                             |                                                                             |
| 4 Ivano Balić \| 5 Domagoj Duvnjak \| 6 Blaženko Lacković \| 7 Vedran Zrnić \| 8 Marko Kopljar \| 9 Igor Vori \| 10 Jakov Gojun \| 12 Goran Čarapina \| 14 Drago Vuković \| 17 Vedran Mataija \| 20 Damir Bičanić \| 21 Denis Buntić \| 24 Tonči Valčić \| 25 Mirko Alilović \| 26 Manuel Štrlek \| 27 Ivan Čupić \| 28 Željko Musa \| Izbornik: Lino Červar |                                                                             |                                                                             |

| Sastav hrvatske rukometne reprezentacije na EP u Austriji 2010. (2. mjesto) | Sastav hrvatske rukometne reprezentacije na EP u Austriji 2010. (2. mjesto) | Sastav hrvatske rukometne reprezentacije na EP u Austriji 2010. (2. mjesto) |
| --- | --------------------------------------------------------------------------- | --------------------------------------------------------------------------- |
| |                                                                             |                                                                             |
| 4 Ivano Balić \| 5 Domagoj Duvnjak \| 6 Blaženko Lacković \| 7 Vedran Zrnić \| 8 Marko Kopljar \| 9 Igor Vori \| 10 Jakov Gojun \| 12 Goran Čarapina \| 14 Drago Vuković \| 17 Vedran Mataija \| 20 Damir Bičanić \| 21 Denis Buntić \| 24 Tonči Valčić \| 25 Mirko Alilović \| 26 Manuel Štrlek \| 27 Ivan Čupić \| 28 Željko Musa \| Izbornik: Lino Červar |                                                                             |                                                                             |

| Sastav hrvatske rukometne reprezentacije na SP u Hrvatskoj 2009. (2. mjesto) | Sastav hrvatske rukometne reprezentacije na SP u Hrvatskoj 2009. (2. mjesto) | Sastav hrvatske rukometne reprezentacije na SP u Hrvatskoj 2009. (2. mjesto) |
| --- | ---------------------------------------------------------------------------- | ---------------------------------------------------------------------------- |
| |                                                                              |                                                                              |
| 1 Venio Losert \| 2 Mateo Hrvatin \| 4 Ivano Balić \| 5 Domagoj Duvnjak \| 6 Blaženko Lacković \| 7 Vedran Zrnić \| 8 Marko Kopljar \| 9 Igor Vori \| 10 Jakov Gojun \| 13 Zlatko Horvat \| 17 Goran Šprem \| 18 Denis Špoljarić \| 19 Petar Metličić \| 21 Denis Buntić \| 22 Josip Valčić \| 24 Tonči Valčić \| 25 Mirko Alilović \| 27 Ivan Čupić \| 28 Dalibor Anušić \| Izbornik: Lino Červar |                                                                              |                                                                              |

| Sastav hrvatske rukometne reprezentacije na SP u Hrvatskoj 2009. (2. mjesto) | Sastav hrvatske rukometne reprezentacije na SP u Hrvatskoj 2009. (2. mjesto) | Sastav hrvatske rukometne reprezentacije na SP u Hrvatskoj 2009. (2. mjesto) |
| --- | ---------------------------------------------------------------------------- | ---------------------------------------------------------------------------- |
| |                                                                              |                                                                              |
| 1 Venio Losert \| 2 Mateo Hrvatin \| 4 Ivano Balić \| 5 Domagoj Duvnjak \| 6 Blaženko Lacković \| 7 Vedran Zrnić \| 8 Marko Kopljar \| 9 Igor Vori \| 10 Jakov Gojun \| 13 Zlatko Horvat \| 17 Goran Šprem \| 18 Denis Špoljarić \| 19 Petar Metličić \| 21 Denis Buntić \| 22 Josip Valčić \| 24 Tonči Valčić \| 25 Mirko Alilović \| 27 Ivan Čupić \| 28 Dalibor Anušić \| Izbornik: Lino Červar |                                                                              |                                                                              |

| Sastav hrvatske rukometne reprezentacije na EP u Norveškoj 2008. (2. mjesto) | Sastav hrvatske rukometne reprezentacije na EP u Norveškoj 2008. (2. mjesto) | Sastav hrvatske rukometne reprezentacije na EP u Norveškoj 2008. (2. mjesto) |
| --- | ---------------------------------------------------------------------------- | ---------------------------------------------------------------------------- |
| |                                                                              |                                                                              |
| 2 Nikša Kaleb \| 3 Renato Sulić \| 4 Ivano Balić \| 5 Domagoj Duvnjak \| 6 Blaženko Lacković \| 9 Igor Vori \| 10 Davor Dominiković \| 12 Vjenceslav Somić \| 13 Zlatko Horvat \| 14 Drago Vuković \| 16 Dragan Jerković \| 18 Denis Špoljarić \| 19 Petar Metličić \| 22 Josip Valčić \| 23 Ljubo Vukić \| 24 Tonči Valčić \| 25 Mirko Alilović \| 27 Ivan Čupić \| Izbornik: Lino Červar |                                                                              |                                                                              |

| Sastav hrvatske rukometne reprezentacije na EP u Norveškoj 2008. (2. mjesto) | Sastav hrvatske rukometne reprezentacije na EP u Norveškoj 2008. (2. mjesto) | Sastav hrvatske rukometne reprezentacije na EP u Norveškoj 2008. (2. mjesto) |
| --- | ---------------------------------------------------------------------------- | ---------------------------------------------------------------------------- |
| |                                                                              |                                                                              |
| 2 Nikša Kaleb \| 3 Renato Sulić \| 4 Ivano Balić \| 5 Domagoj Duvnjak \| 6 Blaženko Lacković \| 9 Igor Vori \| 10 Davor Dominiković \| 12 Vjenceslav Somić \| 13 Zlatko Horvat \| 14 Drago Vuković \| 16 Dragan Jerković \| 18 Denis Špoljarić \| 19 Petar Metličić \| 22 Josip Valčić \| 23 Ljubo Vukić \| 24 Tonči Valčić \| 25 Mirko Alilović \| 27 Ivan Čupić \| Izbornik: Lino Červar |                                                                              |                                                                              |

| Sastav hrvatske rukometne reprezentacije na MI u Almeríji 2005. (doprvaci) | Sastav hrvatske rukometne reprezentacije na MI u Almeríji 2005. (doprvaci) | Sastav hrvatske rukometne reprezentacije na MI u Almeríji 2005. (doprvaci) |
| --- | -------------------------------------------------------------------------- | -------------------------------------------------------------------------- |
| |                                                                            |                                                                            |
| Damir Bičanić \| Nikola Blažičko \| Denis Buntić \| Josip Čale \| Ivan Čupić \| Zlatko Horvat \| Tomislav Huljina \| Krešimir Ivanković \| Marin Knez \| Branimir Koloper \| Mario Obad \| Vladimir Ostarčević \| Ivan Pongračić \| Vjenceslav Somić \| Ljubo Vukić \| Drago Vuković \| izbornik: Lino Červar |                                                                            |                                                                            |

| Sastav hrvatske rukometne reprezentacije na MI u Almeríji 2005. (doprvaci) | Sastav hrvatske rukometne reprezentacije na MI u Almeríji 2005. (doprvaci) | Sastav hrvatske rukometne reprezentacije na MI u Almeríji 2005. (doprvaci) |
| --- | -------------------------------------------------------------------------- | -------------------------------------------------------------------------- |
| |                                                                            |                                                                            |
| Damir Bičanić \| Nikola Blažičko \| Denis Buntić \| Josip Čale \| Ivan Čupić \| Zlatko Horvat \| Tomislav Huljina \| Krešimir Ivanković \| Marin Knez \| Branimir Koloper \| Mario Obad \| Vladimir Ostarčević \| Ivan Pongračić \| Vjenceslav Somić \| Ljubo Vukić \| Drago Vuković \| izbornik: Lino Červar |                                                                            |                                                                            |

| Sastav hrvatske rukometne reprezentacije na SP u Španjolskoj 2013. (3. mjesto) | Sastav hrvatske rukometne reprezentacije na SP u Španjolskoj 2013. (3. mjesto) | Sastav hrvatske rukometne reprezentacije na SP u Španjolskoj 2013. (3. mjesto) |
| --- | ------------------------------------------------------------------------------ | ------------------------------------------------------------------------------ |
| |                                                                                |                                                                                |
| 25 Mirko Alilović \| 20 Damir Bičanić \| 27 Ivan Čupić \| 5 Domagoj Duvnjak \| 10 Jakov Gojun \| 13 Zlatko Horvat \| 16 Filip Ivić \| 8 Marko Kopljar \| 6 Blaženko Lacković \| 23 Stipe Mandalinić \| 3 Marino Marić \| 28 Željko Musa \| 29 Ivan Ninčević \| 7 Luka Stepančić \| 17 Lovro Šprem \| 26 Manuel Štrlek \| Kapetan: 9 Igor Vori \| 14 Drago Vuković \| Izbornik: Slavko Goluža |                                                                                |                                                                                |

| Sastav hrvatske rukometne reprezentacije na SP u Španjolskoj 2013. (3. mjesto) | Sastav hrvatske rukometne reprezentacije na SP u Španjolskoj 2013. (3. mjesto) | Sastav hrvatske rukometne reprezentacije na SP u Španjolskoj 2013. (3. mjesto) |
| --- | ------------------------------------------------------------------------------ | ------------------------------------------------------------------------------ |
| |                                                                                |                                                                                |
| 25 Mirko Alilović \| 20 Damir Bičanić \| 27 Ivan Čupić \| 5 Domagoj Duvnjak \| 10 Jakov Gojun \| 13 Zlatko Horvat \| 16 Filip Ivić \| 8 Marko Kopljar \| 6 Blaženko Lacković \| 23 Stipe Mandalinić \| 3 Marino Marić \| 28 Željko Musa \| 29 Ivan Ninčević \| 7 Luka Stepančić \| 17 Lovro Šprem \| 26 Manuel Štrlek \| Kapetan: 9 Igor Vori \| 14 Drago Vuković \| Izbornik: Slavko Goluža |                                                                                |                                                                                |

| Sastav hrvatske rukometne reprezentacije na OI u Londonu 2012. (3. mjesto) | Sastav hrvatske rukometne reprezentacije na OI u Londonu 2012. (3. mjesto) | Sastav hrvatske rukometne reprezentacije na OI u Londonu 2012. (3. mjesto) |
| --- | -------------------------------------------------------------------------- | -------------------------------------------------------------------------- |
| |                                                                            |                                                                            |
| 25 Mirko Alilović \| 4 Ivano Balić \| 20 Damir Bičanić \| 21 Denis Buntić \| 27 Ivan Čupić \| 5 Domagoj Duvnjak \| 10 Jakov Gojun \| 13 Zlatko Horvat \| 8 Marko Kopljar \| 6 Blaženko Lacković \| 1 Venio Losert \| 29 Ivan Ninčević \| 26 Manuel Štrlek \| Kapetan: 9 Igor Vori \| 14 Drago Vuković \| Izbornik: Slavko Goluža |                                                                            |                                                                            |

| Sastav hrvatske rukometne reprezentacije na OI u Londonu 2012. (3. mjesto) | Sastav hrvatske rukometne reprezentacije na OI u Londonu 2012. (3. mjesto) | Sastav hrvatske rukometne reprezentacije na OI u Londonu 2012. (3. mjesto) |
| --- | -------------------------------------------------------------------------- | -------------------------------------------------------------------------- |
| |                                                                            |                                                                            |
| 25 Mirko Alilović \| 4 Ivano Balić \| 20 Damir Bičanić \| 21 Denis Buntić \| 27 Ivan Čupić \| 5 Domagoj Duvnjak \| 10 Jakov Gojun \| 13 Zlatko Horvat \| 8 Marko Kopljar \| 6 Blaženko Lacković \| 1 Venio Losert \| 29 Ivan Ninčević \| 26 Manuel Štrlek \| Kapetan: 9 Igor Vori \| 14 Drago Vuković \| Izbornik: Slavko Goluža |                                                                            |                                                                            |

| Sastav hrvatske rukometne reprezentacije na EP u Srbiji 2012. (3. mjesto) | Sastav hrvatske rukometne reprezentacije na EP u Srbiji 2012. (3. mjesto) | Sastav hrvatske rukometne reprezentacije na EP u Srbiji 2012. (3. mjesto) |
| --- | ------------------------------------------------------------------------- | ------------------------------------------------------------------------- |
| |                                                                           |                                                                           |
| 25 Mirko Alilović \| 4 Ivano Balić \| 17 Hrvoje Batinović \| 20 Damir Bičanić \| 21 Denis Buntić \| 27 Ivan Čupić \| 5 Domagoj Duvnjak \| 10 Jakov Gojun \| 13 Zlatko Horvat \| 8 Marko Kopljar \| 6 Blaženko Lacković \| 12 Venio Losert \| 28 Željko Musa \| 29 Ivan Ninčević \| 26 Manuel Štrlek \| Kapetan: 9 Igor Vori \| 14 Drago Vuković \| Izbornik: Slavko Goluža |                                                                           |                                                                           |

| Sastav hrvatske rukometne reprezentacije na EP u Srbiji 2012. (3. mjesto) | Sastav hrvatske rukometne reprezentacije na EP u Srbiji 2012. (3. mjesto) | Sastav hrvatske rukometne reprezentacije na EP u Srbiji 2012. (3. mjesto) |
| --- | ------------------------------------------------------------------------- | ------------------------------------------------------------------------- |
| |                                                                           |                                                                           |
| 25 Mirko Alilović \| 4 Ivano Balić \| 17 Hrvoje Batinović \| 20 Damir Bičanić \| 21 Denis Buntić \| 27 Ivan Čupić \| 5 Domagoj Duvnjak \| 10 Jakov Gojun \| 13 Zlatko Horvat \| 8 Marko Kopljar \| 6 Blaženko Lacković \| 12 Venio Losert \| 28 Željko Musa \| 29 Ivan Ninčević \| 26 Manuel Štrlek \| Kapetan: 9 Igor Vori \| 14 Drago Vuković \| Izbornik: Slavko Goluža |                                                                           |                                                                           |

| Sastav hrvatske rukometne reprezentacije na EP u Austriji 2010. (2. mjesto) | Sastav hrvatske rukometne reprezentacije na EP u Austriji 2010. (2. mjesto) | Sastav hrvatske rukometne reprezentacije na EP u Austriji 2010. (2. mjesto) |
| --- | --------------------------------------------------------------------------- | --------------------------------------------------------------------------- |
| |                                                                             |                                                                             |
| 4 Ivano Balić \| 5 Domagoj Duvnjak \| 6 Blaženko Lacković \| 7 Vedran Zrnić \| 8 Marko Kopljar \| 9 Igor Vori \| 10 Jakov Gojun \| 12 Goran Čarapina \| 14 Drago Vuković \| 17 Vedran Mataija \| 20 Damir Bičanić \| 21 Denis Buntić \| 24 Tonči Valčić \| 25 Mirko Alilović \| 26 Manuel Štrlek \| 27 Ivan Čupić \| 28 Željko Musa \| Izbornik: Lino Červar |                                                                             |                                                                             |

| Sastav hrvatske rukometne reprezentacije na EP u Austriji 2010. (2. mjesto) | Sastav hrvatske rukometne reprezentacije na EP u Austriji 2010. (2. mjesto) | Sastav hrvatske rukometne reprezentacije na EP u Austriji 2010. (2. mjesto) |
| --- | --------------------------------------------------------------------------- | --------------------------------------------------------------------------- |
| |                                                                             |                                                                             |
| 4 Ivano Balić \| 5 Domagoj Duvnjak \| 6 Blaženko Lacković \| 7 Vedran Zrnić \| 8 Marko Kopljar \| 9 Igor Vori \| 10 Jakov Gojun \| 12 Goran Čarapina \| 14 Drago Vuković \| 17 Vedran Mataija \| 20 Damir Bičanić \| 21 Denis Buntić \| 24 Tonči Valčić \| 25 Mirko Alilović \| 26 Manuel Štrlek \| 27 Ivan Čupić \| 28 Željko Musa \| Izbornik: Lino Červar |                                                                             |                                                                             |

| Sastav hrvatske rukometne reprezentacije na SP u Hrvatskoj 2009. (2. mjesto) | Sastav hrvatske rukometne reprezentacije na SP u Hrvatskoj 2009. (2. mjesto) | Sastav hrvatske rukometne reprezentacije na SP u Hrvatskoj 2009. (2. mjesto) |
| --- | ---------------------------------------------------------------------------- | ---------------------------------------------------------------------------- |
| |                                                                              |                                                                              |
| 1 Venio Losert \| 2 Mateo Hrvatin \| 4 Ivano Balić \| 5 Domagoj Duvnjak \| 6 Blaženko Lacković \| 7 Vedran Zrnić \| 8 Marko Kopljar \| 9 Igor Vori \| 10 Jakov Gojun \| 13 Zlatko Horvat \| 17 Goran Šprem \| 18 Denis Špoljarić \| 19 Petar Metličić \| 21 Denis Buntić \| 22 Josip Valčić \| 24 Tonči Valčić \| 25 Mirko Alilović \| 27 Ivan Čupić \| 28 Dalibor Anušić \| Izbornik: Lino Červar |                                                                              |                                                                              |

| Sastav hrvatske rukometne reprezentacije na SP u Hrvatskoj 2009. (2. mjesto) | Sastav hrvatske rukometne reprezentacije na SP u Hrvatskoj 2009. (2. mjesto) | Sastav hrvatske rukometne reprezentacije na SP u Hrvatskoj 2009. (2. mjesto) |
| --- | ---------------------------------------------------------------------------- | ---------------------------------------------------------------------------- |
| |                                                                              |                                                                              |
| 1 Venio Losert \| 2 Mateo Hrvatin \| 4 Ivano Balić \| 5 Domagoj Duvnjak \| 6 Blaženko Lacković \| 7 Vedran Zrnić \| 8 Marko Kopljar \| 9 Igor Vori \| 10 Jakov Gojun \| 13 Zlatko Horvat \| 17 Goran Šprem \| 18 Denis Špoljarić \| 19 Petar Metličić \| 21 Denis Buntić \| 22 Josip Valčić \| 24 Tonči Valčić \| 25 Mirko Alilović \| 27 Ivan Čupić \| 28 Dalibor Anušić \| Izbornik: Lino Červar |                                                                              |                                                                              |

| Sastav hrvatske rukometne reprezentacije na EP u Norveškoj 2008. (2. mjesto) | Sastav hrvatske rukometne reprezentacije na EP u Norveškoj 2008. (2. mjesto) | Sastav hrvatske rukometne reprezentacije na EP u Norveškoj 2008. (2. mjesto) |
| --- | ---------------------------------------------------------------------------- | ---------------------------------------------------------------------------- |
| |                                                                              |                                                                              |
| 2 Nikša Kaleb \| 3 Renato Sulić \| 4 Ivano Balić \| 5 Domagoj Duvnjak \| 6 Blaženko Lacković \| 9 Igor Vori \| 10 Davor Dominiković \| 12 Vjenceslav Somić \| 13 Zlatko Horvat \| 14 Drago Vuković \| 16 Dragan Jerković \| 18 Denis Špoljarić \| 19 Petar Metličić \| 22 Josip Valčić \| 23 Ljubo Vukić \| 24 Tonči Valčić \| 25 Mirko Alilović \| 27 Ivan Čupić \| Izbornik: Lino Červar |                                                                              |                                                                              |

| Sastav hrvatske rukometne reprezentacije na EP u Norveškoj 2008. (2. mjesto) | Sastav hrvatske rukometne reprezentacije na EP u Norveškoj 2008. (2. mjesto) | Sastav hrvatske rukometne reprezentacije na EP u Norveškoj 2008. (2. mjesto) |
| --- | ---------------------------------------------------------------------------- | ---------------------------------------------------------------------------- |
| |                                                                              |                                                                              |
| 2 Nikša Kaleb \| 3 Renato Sulić \| 4 Ivano Balić \| 5 Domagoj Duvnjak \| 6 Blaženko Lacković \| 9 Igor Vori \| 10 Davor Dominiković \| 12 Vjenceslav Somić \| 13 Zlatko Horvat \| 14 Drago Vuković \| 16 Dragan Jerković \| 18 Denis Špoljarić \| 19 Petar Metličić \| 22 Josip Valčić \| 23 Ljubo Vukić \| 24 Tonči Valčić \| 25 Mirko Alilović \| 27 Ivan Čupić \| Izbornik: Lino Červar |                                                                              |                                                                              |

| Sastav hrvatske rukometne reprezentacije na MI u Almeríji 2005. (doprvaci) | Sastav hrvatske rukometne reprezentacije na MI u Almeríji 2005. (doprvaci) | Sastav hrvatske rukometne reprezentacije na MI u Almeríji 2005. (doprvaci) |
| --- | -------------------------------------------------------------------------- | -------------------------------------------------------------------------- |
| |                                                                            |                                                                            |
| Damir Bičanić \| Nikola Blažičko \| Denis Buntić \| Josip Čale \| Ivan Čupić \| Zlatko Horvat \| Tomislav Huljina \| Krešimir Ivanković \| Marin Knez \| Branimir Koloper \| Mario Obad \| Vladimir Ostarčević \| Ivan Pongračić \| Vjenceslav Somić \| Ljubo Vukić \| Drago Vuković \| izbornik: Lino Červar |                                                                            |                                                                            |

| Sastav hrvatske rukometne reprezentacije na MI u Almeríji 2005. (doprvaci) | Sastav hrvatske rukometne reprezentacije na MI u Almeríji 2005. (doprvaci) | Sastav hrvatske rukometne reprezentacije na MI u Almeríji 2005. (doprvaci) |
| --- | -------------------------------------------------------------------------- | -------------------------------------------------------------------------- |
| |                                                                            |                                                                            |
| Damir Bičanić \| Nikola Blažičko \| Denis Buntić \| Josip Čale \| Ivan Čupić \| Zlatko Horvat \| Tomislav Huljina \| Krešimir Ivanković \| Marin Knez \| Branimir Koloper \| Mario Obad \| Vladimir Ostarčević \| Ivan Pongračić \| Vjenceslav Somić \| Ljubo Vukić \| Drago Vuković \| izbornik: Lino Červar |                                                                            |                                                                            |

| Sastav hrvatske rukometne reprezentacije na SP u Španjolskoj 2013. (3. mjesto) | Sastav hrvatske rukometne reprezentacije na SP u Španjolskoj 2013. (3. mjesto) | Sastav hrvatske rukometne reprezentacije na SP u Španjolskoj 2013. (3. mjesto) |
| --- | ------------------------------------------------------------------------------ | ------------------------------------------------------------------------------ |
| |                                                                                |                                                                                |
| 25 Mirko Alilović \| 20 Damir Bičanić \| 27 Ivan Čupić \| 5 Domagoj Duvnjak \| 10 Jakov Gojun \| 13 Zlatko Horvat \| 16 Filip Ivić \| 8 Marko Kopljar \| 6 Blaženko Lacković \| 23 Stipe Mandalinić \| 3 Marino Marić \| 28 Željko Musa \| 29 Ivan Ninčević \| 7 Luka Stepančić \| 17 Lovro Šprem \| 26 Manuel Štrlek \| Kapetan: 9 Igor Vori \| 14 Drago Vuković \| Izbornik: Slavko Goluža |                                                                                |                                                                                |

| Sastav hrvatske rukometne reprezentacije na SP u Španjolskoj 2013. (3. mjesto) | Sastav hrvatske rukometne reprezentacije na SP u Španjolskoj 2013. (3. mjesto) | Sastav hrvatske rukometne reprezentacije na SP u Španjolskoj 2013. (3. mjesto) |
| --- | ------------------------------------------------------------------------------ | ------------------------------------------------------------------------------ |
| |                                                                                |                                                                                |
| 25 Mirko Alilović \| 20 Damir Bičanić \| 27 Ivan Čupić \| 5 Domagoj Duvnjak \| 10 Jakov Gojun \| 13 Zlatko Horvat \| 16 Filip Ivić \| 8 Marko Kopljar \| 6 Blaženko Lacković \| 23 Stipe Mandalinić \| 3 Marino Marić \| 28 Željko Musa \| 29 Ivan Ninčević \| 7 Luka Stepančić \| 17 Lovro Šprem \| 26 Manuel Štrlek \| Kapetan: 9 Igor Vori \| 14 Drago Vuković \| Izbornik: Slavko Goluža |                                                                                |                                                                                |

| Sastav hrvatske rukometne reprezentacije na OI u Londonu 2012. (3. mjesto) | Sastav hrvatske rukometne reprezentacije na OI u Londonu 2012. (3. mjesto) | Sastav hrvatske rukometne reprezentacije na OI u Londonu 2012. (3. mjesto) |
| --- | -------------------------------------------------------------------------- | -------------------------------------------------------------------------- |
| |                                                                            |                                                                            |
| 25 Mirko Alilović \| 4 Ivano Balić \| 20 Damir Bičanić \| 21 Denis Buntić \| 27 Ivan Čupić \| 5 Domagoj Duvnjak \| 10 Jakov Gojun \| 13 Zlatko Horvat \| 8 Marko Kopljar \| 6 Blaženko Lacković \| 1 Venio Losert \| 29 Ivan Ninčević \| 26 Manuel Štrlek \| Kapetan: 9 Igor Vori \| 14 Drago Vuković \| Izbornik: Slavko Goluža |                                                                            |                                                                            |

| Sastav hrvatske rukometne reprezentacije na OI u Londonu 2012. (3. mjesto) | Sastav hrvatske rukometne reprezentacije na OI u Londonu 2012. (3. mjesto) | Sastav hrvatske rukometne reprezentacije na OI u Londonu 2012. (3. mjesto) |
| --- | -------------------------------------------------------------------------- | -------------------------------------------------------------------------- |
| |                                                                            |                                                                            |
| 25 Mirko Alilović \| 4 Ivano Balić \| 20 Damir Bičanić \| 21 Denis Buntić \| 27 Ivan Čupić \| 5 Domagoj Duvnjak \| 10 Jakov Gojun \| 13 Zlatko Horvat \| 8 Marko Kopljar \| 6 Blaženko Lacković \| 1 Venio Losert \| 29 Ivan Ninčević \| 26 Manuel Štrlek \| Kapetan: 9 Igor Vori \| 14 Drago Vuković \| Izbornik: Slavko Goluža |                                                                            |                                                                            |

| Sastav hrvatske rukometne reprezentacije na EP u Srbiji 2012. (3. mjesto) | Sastav hrvatske rukometne reprezentacije na EP u Srbiji 2012. (3. mjesto) | Sastav hrvatske rukometne reprezentacije na EP u Srbiji 2012. (3. mjesto) |
| --- | ------------------------------------------------------------------------- | ------------------------------------------------------------------------- |
| |                                                                           |                                                                           |
| 25 Mirko Alilović \| 4 Ivano Balić \| 17 Hrvoje Batinović \| 20 Damir Bičanić \| 21 Denis Buntić \| 27 Ivan Čupić \| 5 Domagoj Duvnjak \| 10 Jakov Gojun \| 13 Zlatko Horvat \| 8 Marko Kopljar \| 6 Blaženko Lacković \| 12 Venio Losert \| 28 Željko Musa \| 29 Ivan Ninčević \| 26 Manuel Štrlek \| Kapetan: 9 Igor Vori \| 14 Drago Vuković \| Izbornik: Slavko Goluža |                                                                           |                                                                           |

| Sastav hrvatske rukometne reprezentacije na EP u Srbiji 2012. (3. mjesto) | Sastav hrvatske rukometne reprezentacije na EP u Srbiji 2012. (3. mjesto) | Sastav hrvatske rukometne reprezentacije na EP u Srbiji 2012. (3. mjesto) |
| --- | ------------------------------------------------------------------------- | ------------------------------------------------------------------------- |
| |                                                                           |                                                                           |
| 25 Mirko Alilović \| 4 Ivano Balić \| 17 Hrvoje Batinović \| 20 Damir Bičanić \| 21 Denis Buntić \| 27 Ivan Čupić \| 5 Domagoj Duvnjak \| 10 Jakov Gojun \| 13 Zlatko Horvat \| 8 Marko Kopljar \| 6 Blaženko Lacković \| 12 Venio Losert \| 28 Željko Musa \| 29 Ivan Ninčević \| 26 Manuel Štrlek \| Kapetan: 9 Igor Vori \| 14 Drago Vuković \| Izbornik: Slavko Goluža |                                                                           |                                                                           |

| Sastav hrvatske rukometne reprezentacije na EP u Austriji 2010. (2. mjesto) | Sastav hrvatske rukometne reprezentacije na EP u Austriji 2010. (2. mjesto) | Sastav hrvatske rukometne reprezentacije na EP u Austriji 2010. (2. mjesto) |
| --- | --------------------------------------------------------------------------- | --------------------------------------------------------------------------- |
| |                                                                             |                                                                             |
| 4 Ivano Balić \| 5 Domagoj Duvnjak \| 6 Blaženko Lacković \| 7 Vedran Zrnić \| 8 Marko Kopljar \| 9 Igor Vori \| 10 Jakov Gojun \| 12 Goran Čarapina \| 14 Drago Vuković \| 17 Vedran Mataija \| 20 Damir Bičanić \| 21 Denis Buntić \| 24 Tonči Valčić \| 25 Mirko Alilović \| 26 Manuel Štrlek \| 27 Ivan Čupić \| 28 Željko Musa \| Izbornik: Lino Červar |                                                                             |                                                                             |

| Sastav hrvatske rukometne reprezentacije na EP u Austriji 2010. (2. mjesto) | Sastav hrvatske rukometne reprezentacije na EP u Austriji 2010. (2. mjesto) | Sastav hrvatske rukometne reprezentacije na EP u Austriji 2010. (2. mjesto) |
| --- | --------------------------------------------------------------------------- | --------------------------------------------------------------------------- |
| |                                                                             |                                                                             |
| 4 Ivano Balić \| 5 Domagoj Duvnjak \| 6 Blaženko Lacković \| 7 Vedran Zrnić \| 8 Marko Kopljar \| 9 Igor Vori \| 10 Jakov Gojun \| 12 Goran Čarapina \| 14 Drago Vuković \| 17 Vedran Mataija \| 20 Damir Bičanić \| 21 Denis Buntić \| 24 Tonči Valčić \| 25 Mirko Alilović \| 26 Manuel Štrlek \| 27 Ivan Čupić \| 28 Željko Musa \| Izbornik: Lino Červar |                                                                             |                                                                             |

| Sastav hrvatske rukometne reprezentacije na SP u Hrvatskoj 2009. (2. mjesto) | Sastav hrvatske rukometne reprezentacije na SP u Hrvatskoj 2009. (2. mjesto) | Sastav hrvatske rukometne reprezentacije na SP u Hrvatskoj 2009. (2. mjesto) |
| --- | ---------------------------------------------------------------------------- | ---------------------------------------------------------------------------- |
| |                                                                              |                                                                              |
| 1 Venio Losert \| 2 Mateo Hrvatin \| 4 Ivano Balić \| 5 Domagoj Duvnjak \| 6 Blaženko Lacković \| 7 Vedran Zrnić \| 8 Marko Kopljar \| 9 Igor Vori \| 10 Jakov Gojun \| 13 Zlatko Horvat \| 17 Goran Šprem \| 18 Denis Špoljarić \| 19 Petar Metličić \| 21 Denis Buntić \| 22 Josip Valčić \| 24 Tonči Valčić \| 25 Mirko Alilović \| 27 Ivan Čupić \| 28 Dalibor Anušić \| Izbornik: Lino Červar |                                                                              |                                                                              |

| Sastav hrvatske rukometne reprezentacije na SP u Hrvatskoj 2009. (2. mjesto) | Sastav hrvatske rukometne reprezentacije na SP u Hrvatskoj 2009. (2. mjesto) | Sastav hrvatske rukometne reprezentacije na SP u Hrvatskoj 2009. (2. mjesto) |
| --- | ---------------------------------------------------------------------------- | ---------------------------------------------------------------------------- |
| |                                                                              |                                                                              |
| 1 Venio Losert \| 2 Mateo Hrvatin \| 4 Ivano Balić \| 5 Domagoj Duvnjak \| 6 Blaženko Lacković \| 7 Vedran Zrnić \| 8 Marko Kopljar \| 9 Igor Vori \| 10 Jakov Gojun \| 13 Zlatko Horvat \| 17 Goran Šprem \| 18 Denis Špoljarić \| 19 Petar Metličić \| 21 Denis Buntić \| 22 Josip Valčić \| 24 Tonči Valčić \| 25 Mirko Alilović \| 27 Ivan Čupić \| 28 Dalibor Anušić \| Izbornik: Lino Červar |                                                                              |                                                                              |

| Sastav hrvatske rukometne reprezentacije na EP u Norveškoj 2008. (2. mjesto) | Sastav hrvatske rukometne reprezentacije na EP u Norveškoj 2008. (2. mjesto) | Sastav hrvatske rukometne reprezentacije na EP u Norveškoj 2008. (2. mjesto) |
| --- | ---------------------------------------------------------------------------- | ---------------------------------------------------------------------------- |
| |                                                                              |                                                                              |
| 2 Nikša Kaleb \| 3 Renato Sulić \| 4 Ivano Balić \| 5 Domagoj Duvnjak \| 6 Blaženko Lacković \| 9 Igor Vori \| 10 Davor Dominiković \| 12 Vjenceslav Somić \| 13 Zlatko Horvat \| 14 Drago Vuković \| 16 Dragan Jerković \| 18 Denis Špoljarić \| 19 Petar Metličić \| 22 Josip Valčić \| 23 Ljubo Vukić \| 24 Tonči Valčić \| 25 Mirko Alilović \| 27 Ivan Čupić \| Izbornik: Lino Červar |                                                                              |                                                                              |

| Sastav hrvatske rukometne reprezentacije na EP u Norveškoj 2008. (2. mjesto) | Sastav hrvatske rukometne reprezentacije na EP u Norveškoj 2008. (2. mjesto) | Sastav hrvatske rukometne reprezentacije na EP u Norveškoj 2008. (2. mjesto) |
| --- | ---------------------------------------------------------------------------- | ---------------------------------------------------------------------------- |
| |                                                                              |                                                                              |
| 2 Nikša Kaleb \| 3 Renato Sulić \| 4 Ivano Balić \| 5 Domagoj Duvnjak \| 6 Blaženko Lacković \| 9 Igor Vori \| 10 Davor Dominiković \| 12 Vjenceslav Somić \| 13 Zlatko Horvat \| 14 Drago Vuković \| 16 Dragan Jerković \| 18 Denis Špoljarić \| 19 Petar Metličić \| 22 Josip Valčić \| 23 Ljubo Vukić \| 24 Tonči Valčić \| 25 Mirko Alilović \| 27 Ivan Čupić \| Izbornik: Lino Červar |                                                                              |                                                                              |

| Sastav hrvatske rukometne reprezentacije na MI u Almeríji 2005. (doprvaci) | Sastav hrvatske rukometne reprezentacije na MI u Almeríji 2005. (doprvaci) | Sastav hrvatske rukometne reprezentacije na MI u Almeríji 2005. (doprvaci) |
| --- | -------------------------------------------------------------------------- | -------------------------------------------------------------------------- |
| |                                                                            |                                                                            |
| Damir Bičanić \| Nikola Blažičko \| Denis Buntić \| Josip Čale \| Ivan Čupić \| Zlatko Horvat \| Tomislav Huljina \| Krešimir Ivanković \| Marin Knez \| Branimir Koloper \| Mario Obad \| Vladimir Ostarčević \| Ivan Pongračić \| Vjenceslav Somić \| Ljubo Vukić \| Drago Vuković \| izbornik: Lino Červar |                                                                            |                                                                            |

| Sastav hrvatske rukometne reprezentacije na MI u Almeríji 2005. (doprvaci) | Sastav hrvatske rukometne reprezentacije na MI u Almeríji 2005. (doprvaci) | Sastav hrvatske rukometne reprezentacije na MI u Almeríji 2005. (doprvaci) |
| --- | -------------------------------------------------------------------------- | -------------------------------------------------------------------------- |
| |                                                                            |                                                                            |
| Damir Bičanić \| Nikola Blažičko \| Denis Buntić \| Josip Čale \| Ivan Čupić \| Zlatko Horvat \| Tomislav Huljina \| Krešimir Ivanković \| Marin Knez \| Branimir Koloper \| Mario Obad \| Vladimir Ostarčević \| Ivan Pongračić \| Vjenceslav Somić \| Ljubo Vukić \| Drago Vuković \| izbornik: Lino Červar |                                                                            |                                                                            |

| Sastav hrvatske rukometne reprezentacije na SP u Španjolskoj 2013. (3. mjesto) | Sastav hrvatske rukometne reprezentacije na SP u Španjolskoj 2013. (3. mjesto) | Sastav hrvatske rukometne reprezentacije na SP u Španjolskoj 2013. (3. mjesto) |
| --- | ------------------------------------------------------------------------------ | ------------------------------------------------------------------------------ |
| |                                                                                |                                                                                |
| 25 Mirko Alilović \| 20 Damir Bičanić \| 27 Ivan Čupić \| 5 Domagoj Duvnjak \| 10 Jakov Gojun \| 13 Zlatko Horvat \| 16 Filip Ivić \| 8 Marko Kopljar \| 6 Blaženko Lacković \| 23 Stipe Mandalinić \| 3 Marino Marić \| 28 Željko Musa \| 29 Ivan Ninčević \| 7 Luka Stepančić \| 17 Lovro Šprem \| 26 Manuel Štrlek \| Kapetan: 9 Igor Vori \| 14 Drago Vuković \| Izbornik: Slavko Goluža |                                                                                |                                                                                |

| Sastav hrvatske rukometne reprezentacije na SP u Španjolskoj 2013. (3. mjesto) | Sastav hrvatske rukometne reprezentacije na SP u Španjolskoj 2013. (3. mjesto) | Sastav hrvatske rukometne reprezentacije na SP u Španjolskoj 2013. (3. mjesto) |
| --- | ------------------------------------------------------------------------------ | ------------------------------------------------------------------------------ |
| |                                                                                |                                                                                |
| 25 Mirko Alilović \| 20 Damir Bičanić \| 27 Ivan Čupić \| 5 Domagoj Duvnjak \| 10 Jakov Gojun \| 13 Zlatko Horvat \| 16 Filip Ivić \| 8 Marko Kopljar \| 6 Blaženko Lacković \| 23 Stipe Mandalinić \| 3 Marino Marić \| 28 Željko Musa \| 29 Ivan Ninčević \| 7 Luka Stepančić \| 17 Lovro Šprem \| 26 Manuel Štrlek \| Kapetan: 9 Igor Vori \| 14 Drago Vuković \| Izbornik: Slavko Goluža |                                                                                |                                                                                |

| Sastav hrvatske rukometne reprezentacije na OI u Londonu 2012. (3. mjesto) | Sastav hrvatske rukometne reprezentacije na OI u Londonu 2012. (3. mjesto) | Sastav hrvatske rukometne reprezentacije na OI u Londonu 2012. (3. mjesto) |
| --- | -------------------------------------------------------------------------- | -------------------------------------------------------------------------- |
| |                                                                            |                                                                            |
| 25 Mirko Alilović \| 4 Ivano Balić \| 20 Damir Bičanić \| 21 Denis Buntić \| 27 Ivan Čupić \| 5 Domagoj Duvnjak \| 10 Jakov Gojun \| 13 Zlatko Horvat \| 8 Marko Kopljar \| 6 Blaženko Lacković \| 1 Venio Losert \| 29 Ivan Ninčević \| 26 Manuel Štrlek \| Kapetan: 9 Igor Vori \| 14 Drago Vuković \| Izbornik: Slavko Goluža |                                                                            |                                                                            |

| Sastav hrvatske rukometne reprezentacije na OI u Londonu 2012. (3. mjesto) | Sastav hrvatske rukometne reprezentacije na OI u Londonu 2012. (3. mjesto) | Sastav hrvatske rukometne reprezentacije na OI u Londonu 2012. (3. mjesto) |
| --- | -------------------------------------------------------------------------- | -------------------------------------------------------------------------- |
| |                                                                            |                                                                            |
| 25 Mirko Alilović \| 4 Ivano Balić \| 20 Damir Bičanić \| 21 Denis Buntić \| 27 Ivan Čupić \| 5 Domagoj Duvnjak \| 10 Jakov Gojun \| 13 Zlatko Horvat \| 8 Marko Kopljar \| 6 Blaženko Lacković \| 1 Venio Losert \| 29 Ivan Ninčević \| 26 Manuel Štrlek \| Kapetan: 9 Igor Vori \| 14 Drago Vuković \| Izbornik: Slavko Goluža |                                                                            |                                                                            |

| Sastav hrvatske rukometne reprezentacije na EP u Srbiji 2012. (3. mjesto) | Sastav hrvatske rukometne reprezentacije na EP u Srbiji 2012. (3. mjesto) | Sastav hrvatske rukometne reprezentacije na EP u Srbiji 2012. (3. mjesto) |
| --- | ------------------------------------------------------------------------- | ------------------------------------------------------------------------- |
| |                                                                           |                                                                           |
| 25 Mirko Alilović \| 4 Ivano Balić \| 17 Hrvoje Batinović \| 20 Damir Bičanić \| 21 Denis Buntić \| 27 Ivan Čupić \| 5 Domagoj Duvnjak \| 10 Jakov Gojun \| 13 Zlatko Horvat \| 8 Marko Kopljar \| 6 Blaženko Lacković \| 12 Venio Losert \| 28 Željko Musa \| 29 Ivan Ninčević \| 26 Manuel Štrlek \| Kapetan: 9 Igor Vori \| 14 Drago Vuković \| Izbornik: Slavko Goluža |                                                                           |                                                                           |

| Sastav hrvatske rukometne reprezentacije na EP u Srbiji 2012. (3. mjesto) | Sastav hrvatske rukometne reprezentacije na EP u Srbiji 2012. (3. mjesto) | Sastav hrvatske rukometne reprezentacije na EP u Srbiji 2012. (3. mjesto) |
| --- | ------------------------------------------------------------------------- | ------------------------------------------------------------------------- |
| |                                                                           |                                                                           |
| 25 Mirko Alilović \| 4 Ivano Balić \| 17 Hrvoje Batinović \| 20 Damir Bičanić \| 21 Denis Buntić \| 27 Ivan Čupić \| 5 Domagoj Duvnjak \| 10 Jakov Gojun \| 13 Zlatko Horvat \| 8 Marko Kopljar \| 6 Blaženko Lacković \| 12 Venio Losert \| 28 Željko Musa \| 29 Ivan Ninčević \| 26 Manuel Štrlek \| Kapetan: 9 Igor Vori \| 14 Drago Vuković \| Izbornik: Slavko Goluža |                                                                           |                                                                           |

| Sastav hrvatske rukometne reprezentacije na EP u Austriji 2010. (2. mjesto) | Sastav hrvatske rukometne reprezentacije na EP u Austriji 2010. (2. mjesto) | Sastav hrvatske rukometne reprezentacije na EP u Austriji 2010. (2. mjesto) |
| --- | --------------------------------------------------------------------------- | --------------------------------------------------------------------------- |
| |                                                                             |                                                                             |
| 4 Ivano Balić \| 5 Domagoj Duvnjak \| 6 Blaženko Lacković \| 7 Vedran Zrnić \| 8 Marko Kopljar \| 9 Igor Vori \| 10 Jakov Gojun \| 12 Goran Čarapina \| 14 Drago Vuković \| 17 Vedran Mataija \| 20 Damir Bičanić \| 21 Denis Buntić \| 24 Tonči Valčić \| 25 Mirko Alilović \| 26 Manuel Štrlek \| 27 Ivan Čupić \| 28 Željko Musa \| Izbornik: Lino Červar |                                                                             |                                                                             |

| Sastav hrvatske rukometne reprezentacije na EP u Austriji 2010. (2. mjesto) | Sastav hrvatske rukometne reprezentacije na EP u Austriji 2010. (2. mjesto) | Sastav hrvatske rukometne reprezentacije na EP u Austriji 2010. (2. mjesto) |
| --- | --------------------------------------------------------------------------- | --------------------------------------------------------------------------- |
| |                                                                             |                                                                             |
| 4 Ivano Balić \| 5 Domagoj Duvnjak \| 6 Blaženko Lacković \| 7 Vedran Zrnić \| 8 Marko Kopljar \| 9 Igor Vori \| 10 Jakov Gojun \| 12 Goran Čarapina \| 14 Drago Vuković \| 17 Vedran Mataija \| 20 Damir Bičanić \| 21 Denis Buntić \| 24 Tonči Valčić \| 25 Mirko Alilović \| 26 Manuel Štrlek \| 27 Ivan Čupić \| 28 Željko Musa \| Izbornik: Lino Červar |                                                                             |                                                                             |

| Sastav hrvatske rukometne reprezentacije na SP u Hrvatskoj 2009. (2. mjesto) | Sastav hrvatske rukometne reprezentacije na SP u Hrvatskoj 2009. (2. mjesto) | Sastav hrvatske rukometne reprezentacije na SP u Hrvatskoj 2009. (2. mjesto) |
| --- | ---------------------------------------------------------------------------- | ---------------------------------------------------------------------------- |
| |                                                                              |                                                                              |
| 1 Venio Losert \| 2 Mateo Hrvatin \| 4 Ivano Balić \| 5 Domagoj Duvnjak \| 6 Blaženko Lacković \| 7 Vedran Zrnić \| 8 Marko Kopljar \| 9 Igor Vori \| 10 Jakov Gojun \| 13 Zlatko Horvat \| 17 Goran Šprem \| 18 Denis Špoljarić \| 19 Petar Metličić \| 21 Denis Buntić \| 22 Josip Valčić \| 24 Tonči Valčić \| 25 Mirko Alilović \| 27 Ivan Čupić \| 28 Dalibor Anušić \| Izbornik: Lino Červar |                                                                              |                                                                              |

| Sastav hrvatske rukometne reprezentacije na SP u Hrvatskoj 2009. (2. mjesto) | Sastav hrvatske rukometne reprezentacije na SP u Hrvatskoj 2009. (2. mjesto) | Sastav hrvatske rukometne reprezentacije na SP u Hrvatskoj 2009. (2. mjesto) |
| --- | ---------------------------------------------------------------------------- | ---------------------------------------------------------------------------- |
| |                                                                              |                                                                              |
| 1 Venio Losert \| 2 Mateo Hrvatin \| 4 Ivano Balić \| 5 Domagoj Duvnjak \| 6 Blaženko Lacković \| 7 Vedran Zrnić \| 8 Marko Kopljar \| 9 Igor Vori \| 10 Jakov Gojun \| 13 Zlatko Horvat \| 17 Goran Šprem \| 18 Denis Špoljarić \| 19 Petar Metličić \| 21 Denis Buntić \| 22 Josip Valčić \| 24 Tonči Valčić \| 25 Mirko Alilović \| 27 Ivan Čupić \| 28 Dalibor Anušić \| Izbornik: Lino Červar |                                                                              |                                                                              |

| Sastav hrvatske rukometne reprezentacije na EP u Norveškoj 2008. (2. mjesto) | Sastav hrvatske rukometne reprezentacije na EP u Norveškoj 2008. (2. mjesto) | Sastav hrvatske rukometne reprezentacije na EP u Norveškoj 2008. (2. mjesto) |
| --- | ---------------------------------------------------------------------------- | ---------------------------------------------------------------------------- |
| |                                                                              |                                                                              |
| 2 Nikša Kaleb \| 3 Renato Sulić \| 4 Ivano Balić \| 5 Domagoj Duvnjak \| 6 Blaženko Lacković \| 9 Igor Vori \| 10 Davor Dominiković \| 12 Vjenceslav Somić \| 13 Zlatko Horvat \| 14 Drago Vuković \| 16 Dragan Jerković \| 18 Denis Špoljarić \| 19 Petar Metličić \| 22 Josip Valčić \| 23 Ljubo Vukić \| 24 Tonči Valčić \| 25 Mirko Alilović \| 27 Ivan Čupić \| Izbornik: Lino Červar |                                                                              |                                                                              |

| Sastav hrvatske rukometne reprezentacije na EP u Norveškoj 2008. (2. mjesto) | Sastav hrvatske rukometne reprezentacije na EP u Norveškoj 2008. (2. mjesto) | Sastav hrvatske rukometne reprezentacije na EP u Norveškoj 2008. (2. mjesto) |
| --- | ---------------------------------------------------------------------------- | ---------------------------------------------------------------------------- |
| |                                                                              |                                                                              |
| 2 Nikša Kaleb \| 3 Renato Sulić \| 4 Ivano Balić \| 5 Domagoj Duvnjak \| 6 Blaženko Lacković \| 9 Igor Vori \| 10 Davor Dominiković \| 12 Vjenceslav Somić \| 13 Zlatko Horvat \| 14 Drago Vuković \| 16 Dragan Jerković \| 18 Denis Špoljarić \| 19 Petar Metličić \| 22 Josip Valčić \| 23 Ljubo Vukić \| 24 Tonči Valčić \| 25 Mirko Alilović \| 27 Ivan Čupić \| Izbornik: Lino Červar |                                                                              |                                                                              |

| Sastav hrvatske rukometne reprezentacije na MI u Almeríji 2005. (doprvaci) | Sastav hrvatske rukometne reprezentacije na MI u Almeríji 2005. (doprvaci) | Sastav hrvatske rukometne reprezentacije na MI u Almeríji 2005. (doprvaci) |
| --- | -------------------------------------------------------------------------- | -------------------------------------------------------------------------- |
| |                                                                            |                                                                            |
| Damir Bičanić \| Nikola Blažičko \| Denis Buntić \| Josip Čale \| Ivan Čupić \| Zlatko Horvat \| Tomislav Huljina \| Krešimir Ivanković \| Marin Knez \| Branimir Koloper \| Mario Obad \| Vladimir Ostarčević \| Ivan Pongračić \| Vjenceslav Somić \| Ljubo Vukić \| Drago Vuković \| izbornik: Lino Červar |                                                                            |                                                                            |

| Sastav hrvatske rukometne reprezentacije na MI u Almeríji 2005. (doprvaci) | Sastav hrvatske rukometne reprezentacije na MI u Almeríji 2005. (doprvaci) | Sastav hrvatske rukometne reprezentacije na MI u Almeríji 2005. (doprvaci) |
| --- | -------------------------------------------------------------------------- | -------------------------------------------------------------------------- |
| |                                                                            |                                                                            |
| Damir Bičanić \| Nikola Blažičko \| Denis Buntić \| Josip Čale \| Ivan Čupić \| Zlatko Horvat \| Tomislav Huljina \| Krešimir Ivanković \| Marin Knez \| Branimir Koloper \| Mario Obad \| Vladimir Ostarčević \| Ivan Pongračić \| Vjenceslav Somić \| Ljubo Vukić \| Drago Vuković \| izbornik: Lino Červar |                                                                            |                                                                            |